# Radicaal 79
Radicaal 79 is een van de 34 van de 214 Kangxi-radicalen dat bestaat uit vier strepen.
In het Kangxi-woordenboek zijn er 93 karakters die dit radicaal gebruiken.

## Karakters met het radicaal 79
| Strepen | Karakter       |
| ------- | -------------- |
| + 0     | 殳             |
| + 5     | 殴 段 殶       |
| + 6     | 殷 殸 殹 殺    |
| + 7     | 殻             |
| + 8     | 殼 殽          |
| + 9     | 殾 殿 毀 毁 毂 |
| + 10    | 毃 毄          |
| + 11    | 毅 毆          |
| + 12    | 毇 毈          |
| + 15    | 毉             |
| + 19    | 毊             |

Orakelbotkarakter
Bronskarakter
Groot zegelkarakter
Klein zegelkarakter